# グナー

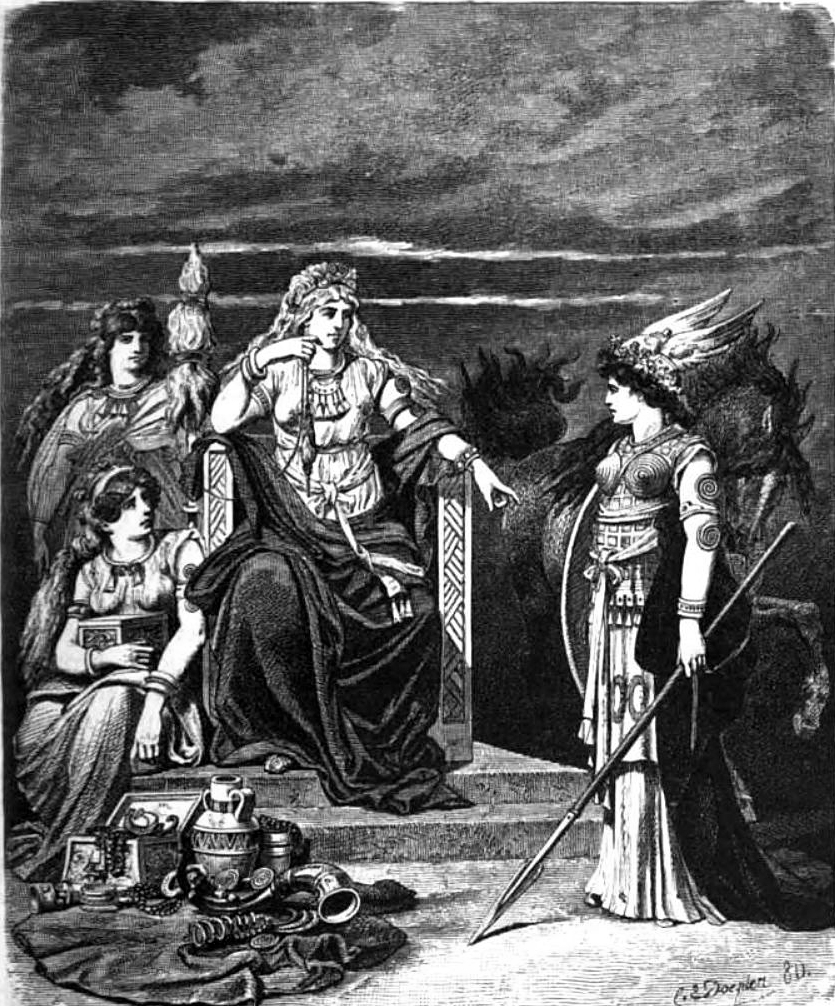
Carl Emil Doeplerが描いた、グナーとその馬ホーヴヴァルプニル、フリッグと侍女達。（1882年）

グナー（Gná）は、北欧神話に登場する女神で、アース神族の一員である。
『スノッリのエッダ』第一部『ギュルヴィたぶらかし』第35章で14柱の女神が列挙されるが、グナーは14番目に挙げられている。彼女は、5番目に挙がったフッラと12番目に挙がったフリーンとともに、女神フリッグに仕えているとされる。フリッグに命じられてさまざまに国へ使いに出される。その際にグナーは、空も海も駆けることができるホーヴヴァルプニルという馬にまたがる。空の高みを駆けるグナーに由来して、高く駆ける者がグネーヴァルと呼ばれるという。